# Тёплый Ключ (остановочный пункт)
Тёплый Ключ — остановочный пункт Екатеринбургского региона Свердловской железной дороги на межстанционном перегоне Монетная — Копалуха. Расположен в посёлке Ключевске Берёзовского муниципального округа Свердловской области.

## Название
Современное название остановочному пункту Тёплый Ключ присвоено приказом ОАО «РЖД» от 10.10.2022 № 59 и изданным на его основе приказом Росжелдора от 11.11.2022 № 608  в ходе кампании по присвоению наименований безымянным остановочным и раздельным пунктам Свердловской железной дороги (как правило, именуемым по километражу тех или иных железнодорожных веток). Приказ Росжелдора вступил в силу через 14 дней с момента подписания. Мероприятия по переименованию в рамках данной кампании проводились ещё с 2020 года.
Нынешнее название остановочного пункта связано с географическими особенностями данной местности. В посёлке Ключевске и его окрестностях протекает река Тёплый Ключ. Сам посёлок носил наименование Тёплый Ключ до 20 июня 1933 года. Ранее остановочный пункт назывался 39-м километром (39 км) по километражу егоршинского направления от станции Шарташ в городе Екатеринбурге.

## Географическое положение
Остановочный пункт Тёплый Ключ находится на 39-м километре железнодорожной ветки Шарташ — Егоршино — Устье-Аха, на перегоне Монетная — Копалуха. Железная дорога в данной местности проходит с юго-юго-запада на северо-северо-восток.
Остановочный пункт расположен в южной части посёлка Ключевска. С западной стороны от железной дороги располагается жилая застройка по Лесной улице, с восточной — глухие леса. В полукилометре к востоку от железной дороги по лесу протекает река Ельничная. Соседняя станция Копалуха (железнодорожный вокзал Ключевска) расположена на другом конце посёлка, почти в 4-х километрах по железной дороге.

## Пригородные перевозки
Остановочный пункт Тёплый Ключ находится на однопутном неэлектрифицированном участке Монетная — Егоршино. На полустанке останавливаются пригородные поезда, следующие на участке Екатеринбург — Егоршино в обоих направлениях. В отдельное время через Тёплый Ключ ходят поезда до Алапаевска и Сосьвы. На остановочном пункте есть боковая 50-метровая платформа. Вокзала в Тёплом Ключе нет.

### Электронные ресурсы
1. 1 2 3  Остановочный пункт 39 км. Фотолинии — Railwayz.info. Дата обращения: 24 марта 2023. Архивировано 24 марта 2023 года.
2. 1 2  Павел Яблоков. Новые имена: Свердловская железная дорога продолжила замену «номерных» платформ звучными топонимами. tr.ru (22 ноября 2022). Архивировано 24 марта 2023 года.
3. ↑  Официальный Интернет-портал администрации Берёзовского городского округа. Дата обращения: 20 июля 2013. Архивировано 15 мая 2018 года.
4. 1 2 3  Данные получены при помощи картографического сервиса Яндекс Карты.
5. 1 2  Топографическая карта центра Свердловской области. Километровка. Дата обращения: 24 марта 2023. Архивировано 8 августа 2022 года.
6. ↑  Тёплый Ключ — остановочный пункт — Точка-на-Карте. Дата обращения: 24 марта 2023. Архивировано 24 марта 2023 года.